# Olivier Tébily
Olivier Tebily est un footballeur international ivoirien, né le 19 décembre 1975 à Abidjan.

## Biographie
Il fit ses armes aux Chamois Niortais Ligue 2 comme stagiaire pro, puis y signera son premier contrat professionnel. Il y restera jusqu'en 1998 avant de partir pour Châteauroux.
C'est le cousin de  Didier Drogba. Il a participé à 18 sélections avec l'équipe nationale de la Côte d'Ivoire. Il a joué au plus haut niveau des championnats de quatre pays : à Châteauroux (en France) en Ligue 1, au Celtic (en Écosse), en ligue 1, à Birmingham City (en Angleterre) et à Toronto FC (au Canada) en première ligue.

En septembre 2008, il annonce sa retraite de footballeur professionnel dans la Charente libre, et rachète deux bar-brasseries de la ville de Cognac.
Il compte 18 sélections en équipe de Côte d'Ivoire, depuis sa première en 1999.

## Carrière
- 1987-1998 : Chamois niortais FC -  France
- 1998-1999 : LB Châteauroux -  France
- 1998 : Sheffield United -  Angleterre
- 1999-2002 : Celtic Glasgow -  Écosse
- 2002-2008 : Birmingham City -  Angleterre
- 2008-2009 : Toronto FC -  Canada
- 2011-2012 : SL Châteaubernard -  France

## Palmarès
- Champion d'Écosse en 2001 et 2002
- Vainqueur de la Coupe d'Écosse en 2001
- Vainqueur de la Coupe de la Ligue écossaise en 2001